# Acero de bajo fondo
El acero de bajo fondo es cualquier acero producido antes de la detonación de las primeras bombas nucleares en las décadas de 1940 y 1950. Con la prueba Trinity y los bombardeos nucleares de Hiroshima y Nagasaki en 1945, y luego las posteriores pruebas de armas nucleares durante los primeros años de la Guerra Fría, los niveles de radiación de fondo aumentaron en todo el mundo. El acero moderno está contaminado con radionucleidos porque su producción utiliza aire atmosférico. El acero de bajo fondo se llama así porque no sufre dicha contaminación nuclear. Este acero se usa en dispositivos que requieren la mayor sensibilidad para detectar radionucleidos. 
La fuente principal de acero de fondo bajo son los barcos hundidos que se construyeron antes de la prueba de Trinity, siendo los más famosos los buques de guerra alemanes hundidos en Scapa Flow durante la Primera Guerra Mundial.

## Contaminación por radionúclidos

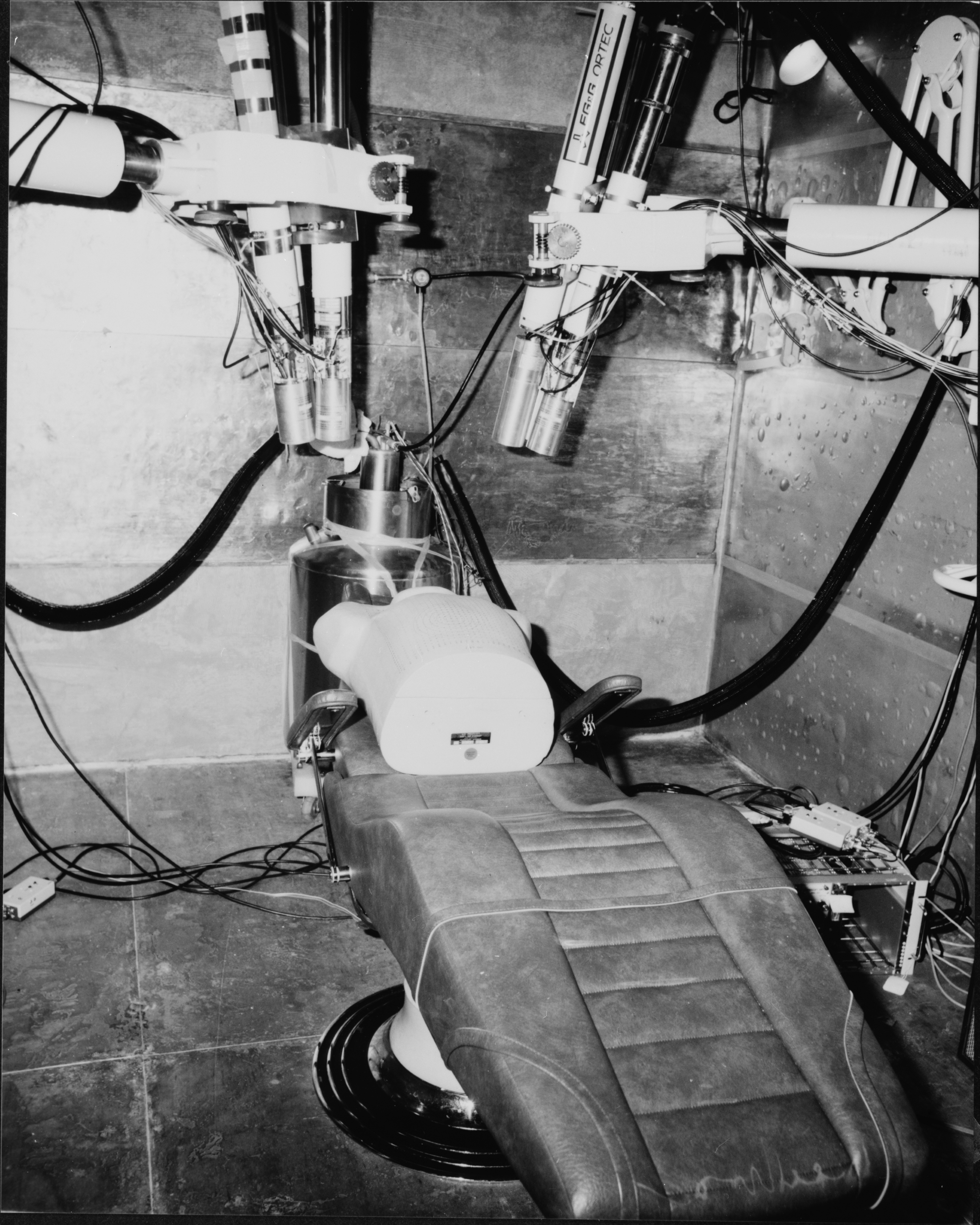
Una sala de recuento de cuerpos en la Planta Rocky Flats en Denver, Colorado, hecha completamente de acero anterior a la Segunda Guerra Mundial

Desde 1856 hasta mediados del siglo XX, el acero se produjo en el proceso Bessemer, donde el aire se forzaba en los convertidores Bessemer, convirtiendo el arrabio en acero. A mediados del siglo XX, muchas acerías habían cambiado al proceso BOS que usa oxígeno puro en lugar de aire. Sin embargo como ambos procesos usan gas atmosférico son susceptibles a la contaminación por partículas en el aire. El aire actual transporta radionucleidos, como el cobalto-60, que se depositan en el acero y le dan una firma radiactiva débil.
Los niveles de radiación antropogénica de fondo mundial alcanzaron un máximo de 0.11 mSv / año por encima de los niveles naturales en 1963, año en que se promulgó el Tratado de Prohibición de Pruebas Nucleares Parciales. Desde entonces, la radiación antropogénico de fondo ha disminuido exponencialmente a 0.005 mSv / año por encima de los niveles naturales. 
Ha habido incidentes de contaminación radioactiva con cobalto 60, ya que se ha reciclado a través de la cadena de suministro de chatarra. Esto se debe al reciclaje de fuentes radiactivas selladas como las máquinas de radioterapia, no al reciclaje continuo de acero. Uno de los más graves fué el accidente por contaminación con cobalto-60 de Ciudad Juárez ocurrido en México.

## Aplicaciones
Los dispositivos que requieren acero de fondo bajo incluyen: 
- Contadores Geiger
- Aparatos médicos.
- Equipamiento científico: fotónica
- Sensores aeronáuticos y espaciales

Como estos dispositivos detectan la radiación emitida por los materiales radiactivos, requieren un entorno de radiación extremadamente baja para una sensibilidad óptima. Las cámaras de recuento de fondo bajo están hechas de acero de fondo bajo con blindaje de radiación extremadamente pesado. Se utilizan para detectar las emisiones nucleares más pequeñas.